# هوكاي (توتوري)
مدينة كونان (باليابانية: 北栄町 Hokuei-chō) هي بلدة صغيرة تقع في منطقة توهاكو الواقعة بمحافظة توتوري غرب اليابان. وتحدها من الغرب 
منطقة كوتوروا، ومن الشرق منطقة يوريهاما ومن الجنوب منطقة كورايوشي. وقد انشأت المدينة في 1 أكتوبر 2005 جراء دمج بلدتي هوجو و داياي الواقعتين في منطقة توهاكو.
منتجاتها الزراعية الرئيسية هي البطيخ، اليام الصيني، التبغ، ثوم صيني والعنب والنبيذ. وتمتلك المدينة تسعة توربينات للرياح على طول الساحل الذي يواجه بحر اليابان.

## توأمة
لهوكاي (توتوري) اتفاقيات توأمة مع كل من:
- Dadu District, Taichung [الإنجليزية]‏
- كونان

## أشخاص مشهورين
- غوشو أوياما: هو رسام مانغا ياباني (ولد 21 يونيو 1963 في محافظة توتوري),[2] وهو مؤلف مسلسل المحقق كونان، ألّف عدة مسلسلات ومانغا أولها كان في الثمانينات وهي ماجيك كايتو Magic kaitou ومانجا يايبا.[3]

## أماكن مشهورة
- مدينة كونان: (باليابانية: コナン町) [4] هي مدينة صغيرة تأسست في أكتوبر من عام 2005، وتقع في بلدة هوكاي.[A] في محافظة توتوري.